# Gare de Vincennes
Ne doit pas être confondu avec Gare de Nogent - Vincennes.
La gare de Vincennes est une gare ferroviaire française située dans la commune de Vincennes, dans le Val-de-Marne.

## Situation ferroviaire
La gare est desservie par les trains de la ligne A du RER. Elle est la dernière gare du tronçon central dans le sens ouest-est car il s'agit de la gare de bifurcation des branches orientales de la ligne, c'est-à-dire celles de Boissy-Saint-Léger (A2) et de Marne-la-Vallée - Chessy (A4). Elle est la seule gare de la ligne à se situer en zone 2 de la tarification des transports en commun d'Île-de-France.

## Histoire
La gare est ouverte en 1859 sur la ligne de Paris-Bastille à Marles-en-Brie, dite ligne de Vincennes. La gare est reconstruite en vue de l'incorporation de la ligne au réseau RER. Les voies sont alors couvertes.
Selon la RATP, la fréquentation annuelle en 2021 est estimée à 5 523 693 voyageurs.
Depuis 2018, une restructuration et une rénovation générale de la gare est entreprise et s'achèvera en 2020. Cette rénovation a pour but de réaménager et d'agrandir le bâtiment voyageurs avec le déplacement de l’entrée principale, l'élargissement des accès secondaires et la création de deux nouveaux escaliers pour accéder aux quais depuis le bâtiment principal.
Selon le « Bilan des déplacements en Val-de-Marne », édition 2009, la gare de Vincennes est considérée comme la gare la mieux desservie du département, en raison d'une forte fréquence de passage des trains aux heures de pointe, allant de dix-huit à trente trains par heure. Cependant, depuis décembre 2017, l'offre a été modifiée avec une répartition homogène de l'offre dans chaque sens.

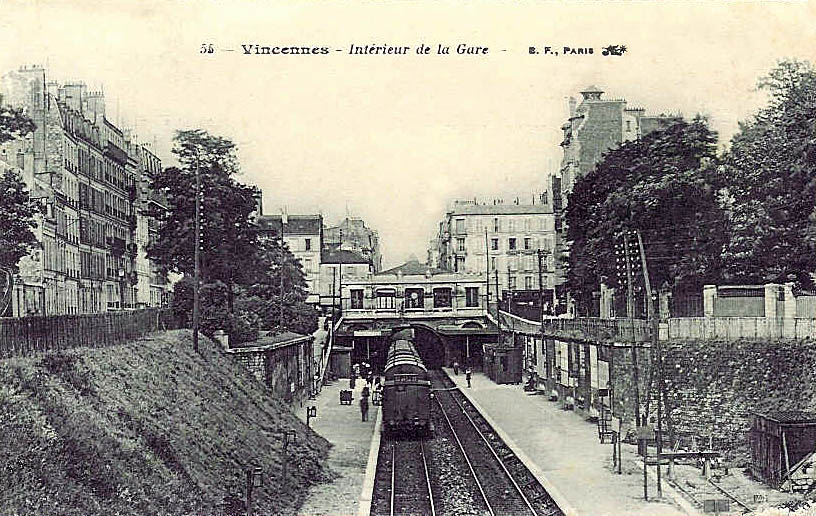
L'ancien bâtiment voyageurs vers 1900.
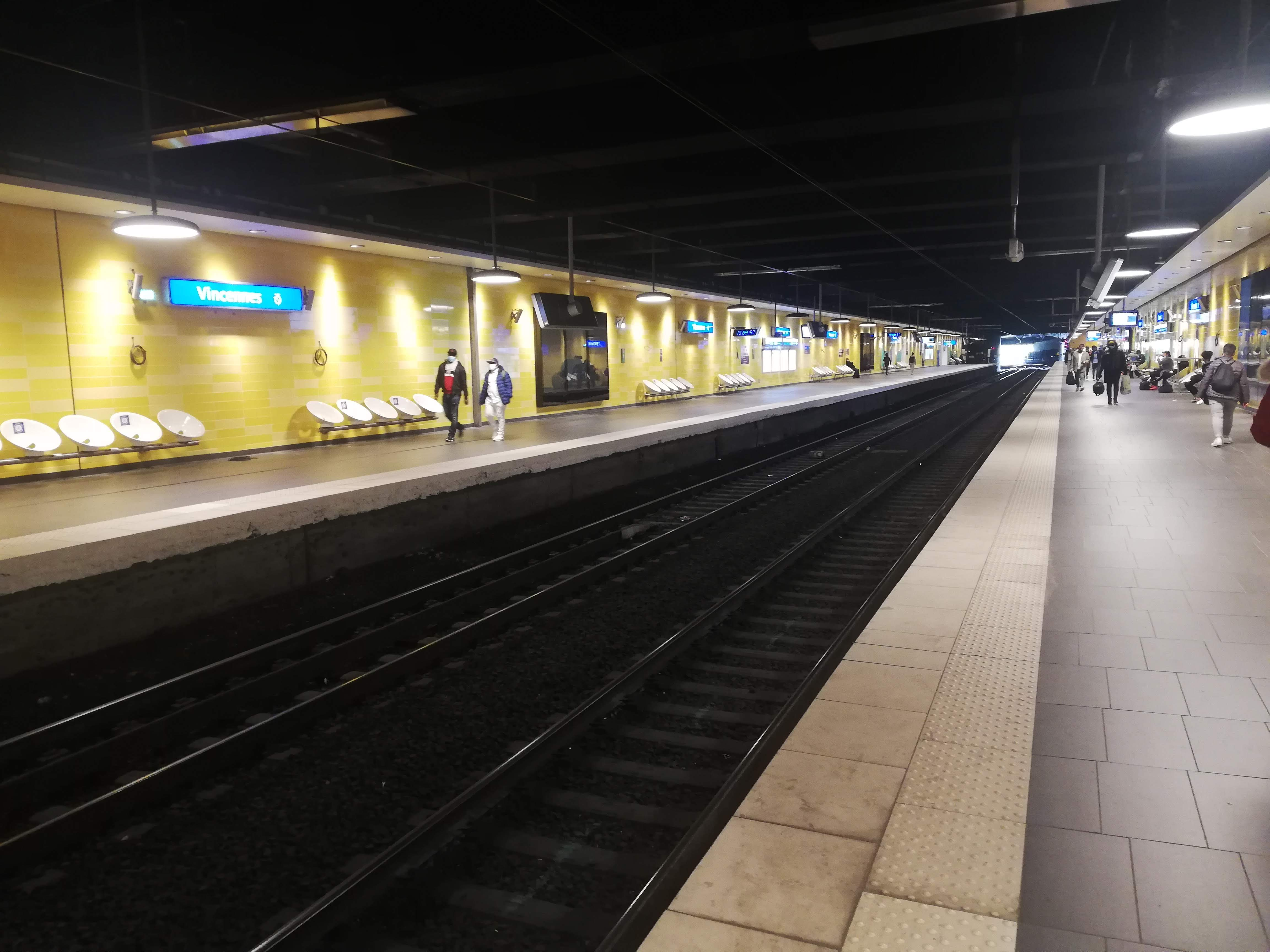
Quais et voies en 2021.
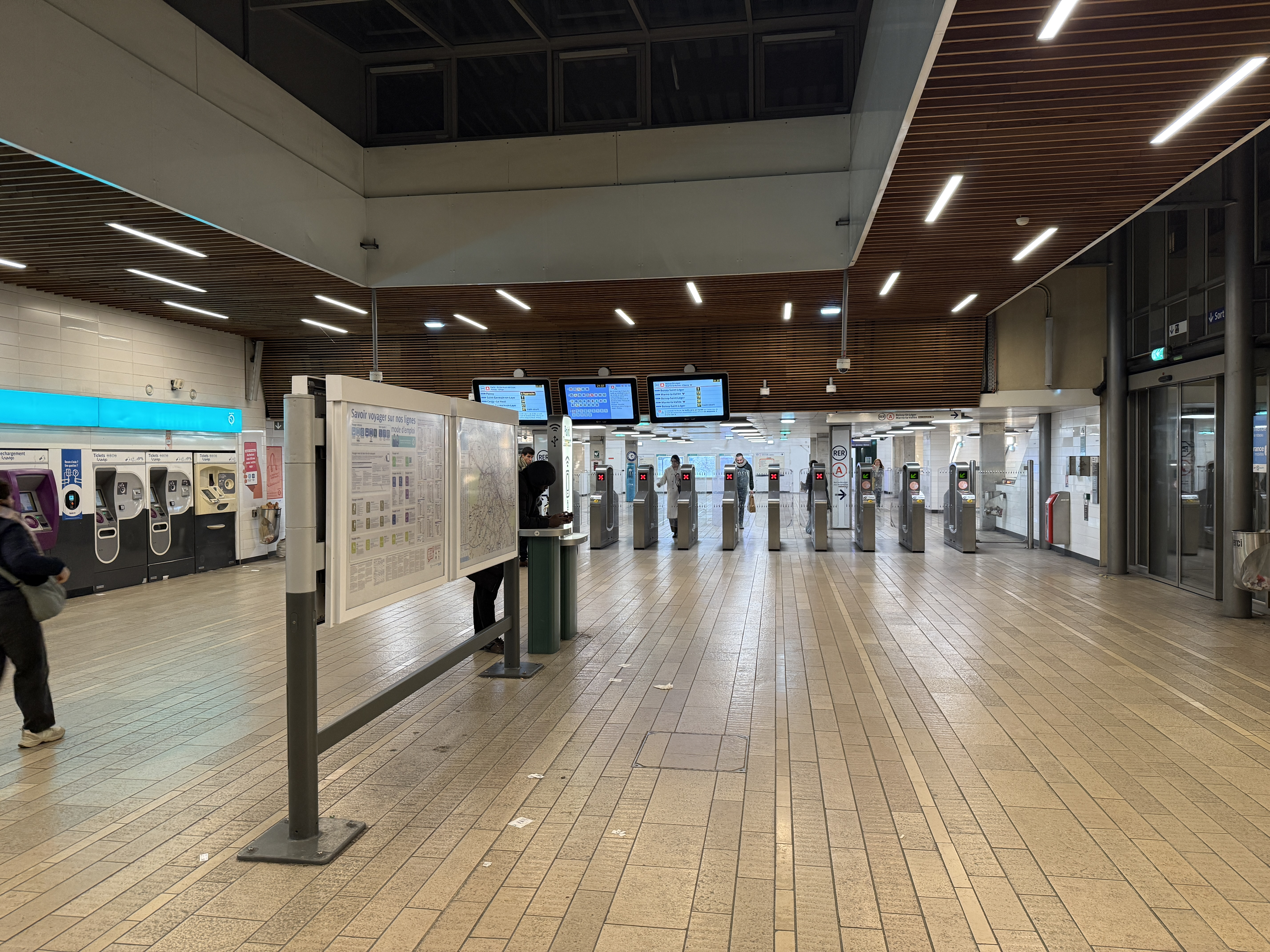
Hall d'accueil.

## Service des voyageurs

### Accueil
Depuis l'été 2018, la gare est en travaux de rénovation. Le 26 juin 2019, au début du service normal du RER, la nouvelle entrée principale située sur la place Pierre-Semard est ouverte aux voyageurs : elle est dotée d'un guichet et de bornes d'achats libre service. Le même jour l'ancien accès principal avenue Auber est fermé au public pour travaux.

### Accès
La gare dispose de trois accès : 
- l'accès no 1 « Centre-Ville - Château de Vincennes » est l'accès principal de la gare localisé sur la place Pierre Semard et permet de rejoindre le hall d'échanges ;
- l'accès no 2 « Avenue Auber », proche de l'accès no 1, permet d'accéder au hall d'échanges depuis l'avenue Aubert ;
- l'accès no 3 « Avenue de la République » qui constitue l'accès ouest de la gare. Il dispose d'un escalier fixe et d'un ascenseur le long de l'avenue Aubert pour rejoindre le quai direction Marne-la-Vallée et Boissy-Saint-Léger. Il en est de même pour rejoindre le quai en direction de Paris, à la différence que les infrastructures d'accès sont situées le long de la rue du Docteur Lebel.

Accès à la gare
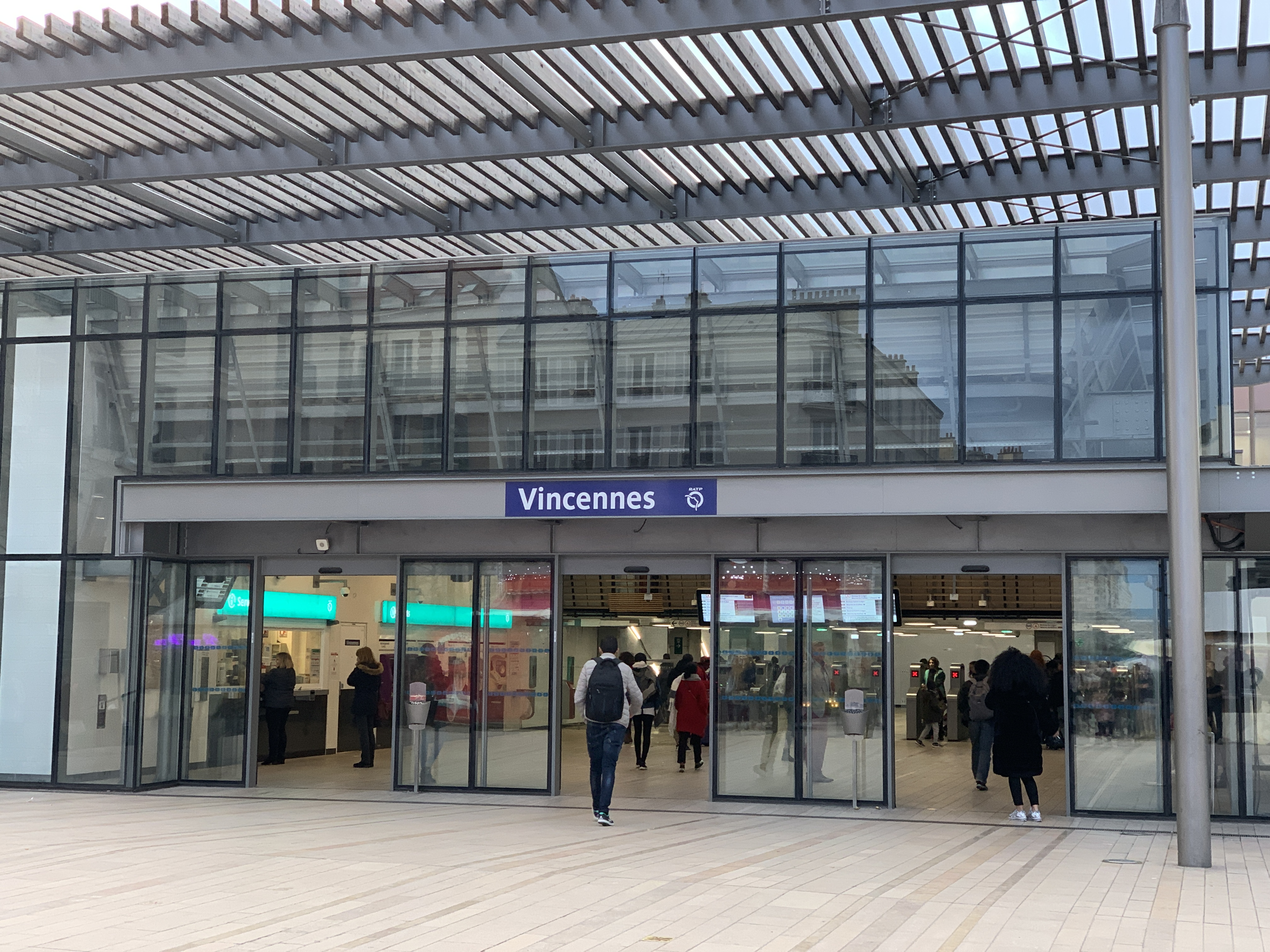
L'accès no 1 « Centre-Ville ».
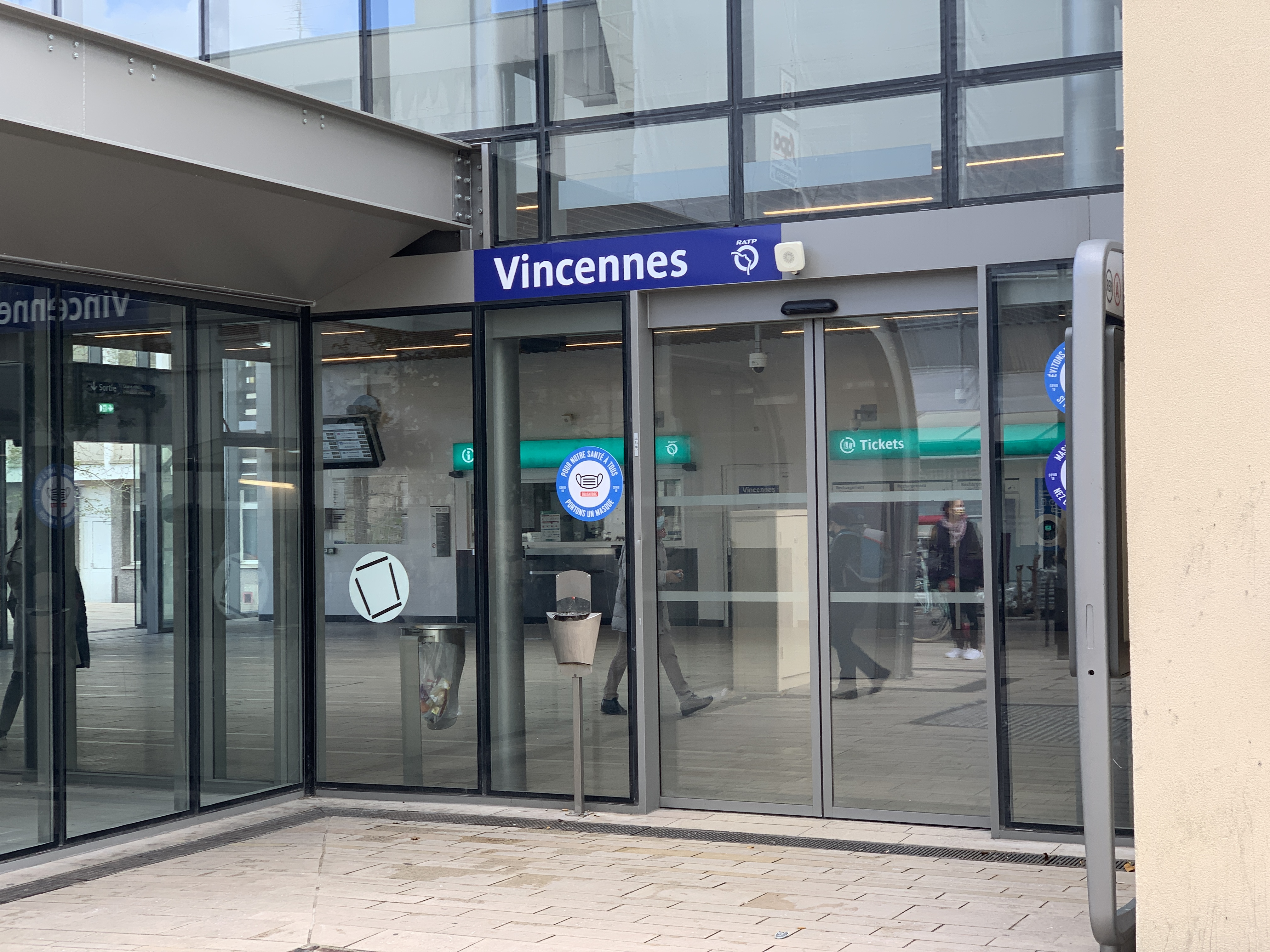
L'accès no 2 « Avenue Aubert ».
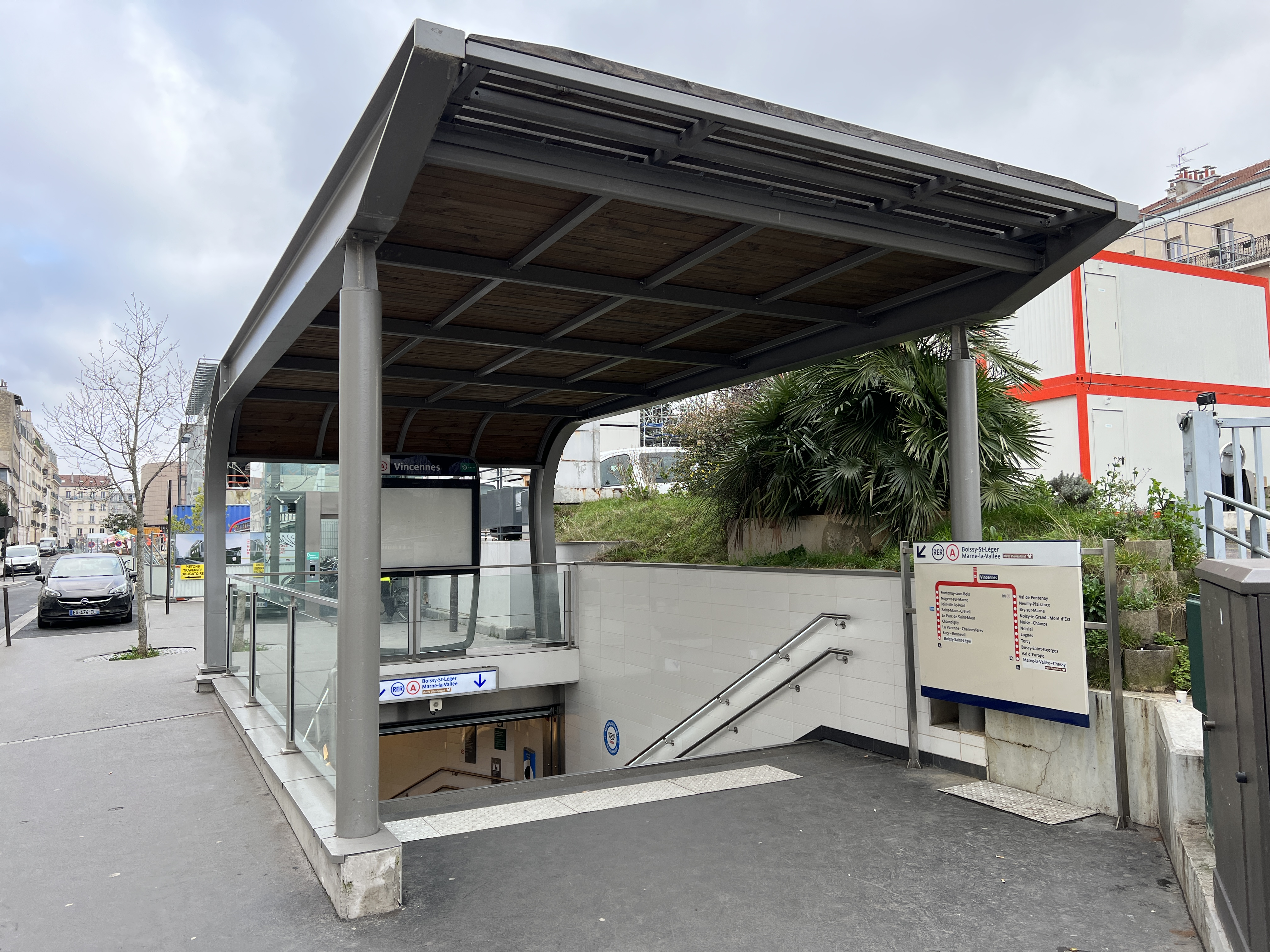
L'accès no 3 « Avenue de la République » le long de l'avenue Aubert.
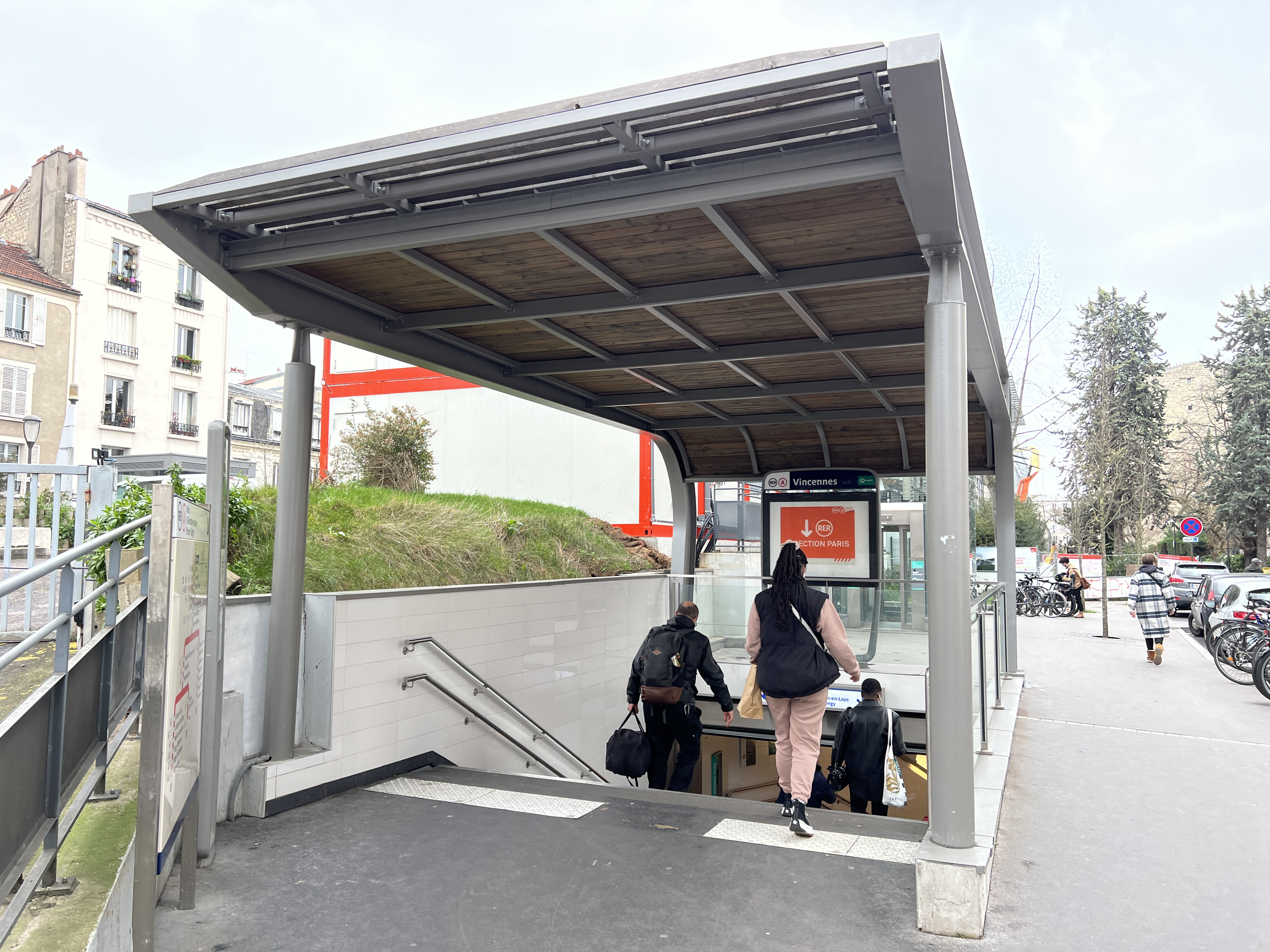
L'accès no 3 « Avenue de la République » le long de la rue du Docteur Lebel.

### Desserte

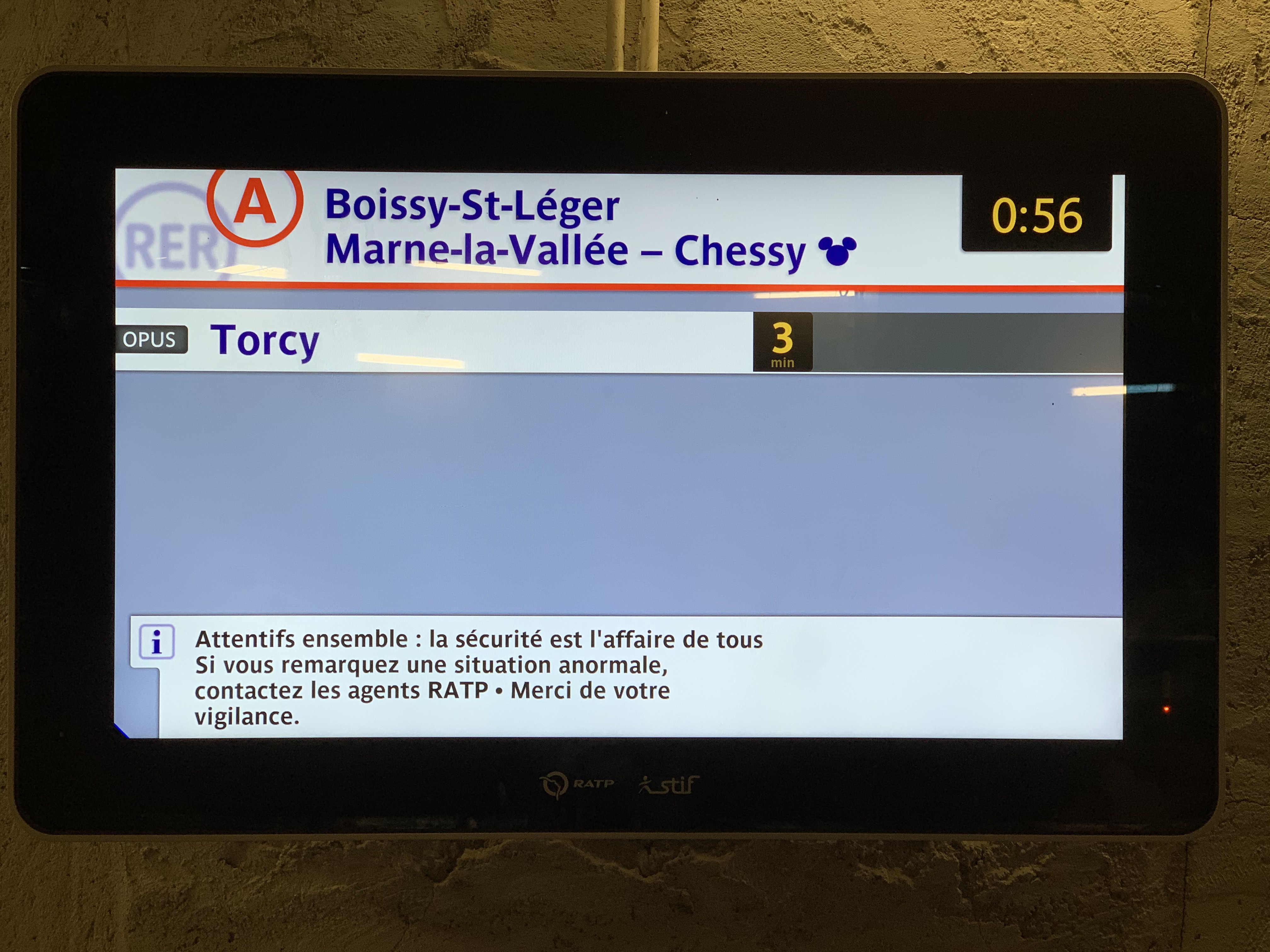
Écran d'affichage des trains.

La gare de Vincennes est desservie par la ligne A du RER. Première gare du tronçon central côté est, elle est desservie par tous les trains depuis le 9 décembre 2017.
En heure de pointe, le matin, elle est desservie par 26 trains à l'heure par sens et le soir par 24 trains.

### Intermodalité
La gare est desservie par les lignes du réseau de bus RATP : 115, 118, 124, 215 et 318 ainsi que par les lignes 56 et 325 (depuis l’arrêt Vignerons situé à environ 300 mètres). Depuis ce même arrêt, une desserte nocturne est assurée par les lignes N11 et N33 du réseau de bus de nuit Noctilien.

## À proximité
La gare RATP de Vincennes se situe à proximité de deux stations de métro desservies par la ligne 1 du métro, Bérault et Château de Vincennes, dont la dernière, près du château de Vincennes, constitue le terminus de la ligne.